# Saul Chaplin
Saul Chaplin (19 de febrer de 1912 – 15 de novembre de 1997) fou un compositor americà i director d'orquestra. Va treballar en el món de l'escena, el cinema i la televisió des dels dies de Tin Pan Alley. En el món del cinema va guanyar tres premis Oscar per col·laborar en les partitures i orquestracions d'Un americà a París (1951), Set núvies per a set germans (1954) i West Side Story (1961).

## Biografia
Amb el nom de Saul Kaplan va néixer a Brooklyn, Nova York, en el si d'una família jueva. Chaplin es graduà amb un B.A. de comptabilitat de l'Escola de Comerç de la Universitat de Nova York. Posteriorment, Chaplin va formar part de l'ASCAP i va començar a compondre melodies per al teatre, el vodevil i per al Tin Pan Alley, el famós districte de composició de cançons de Nova York. Mentre era a Nova York, Chaplin va fer equip amb Sammy Cahn i componien cançons per a curtmetratges de Vitaphone, rodades a Brooklyn per Warner Bros. Durant aquest època l'equip se'ls coneixia pels dos cognoms ("Cahn i Chaplin"), com amb Rodgers i Hart o Gilbert i Sullivan.
Cahn i Chaplin s'instal·laren a Hollywood i van compondre la música de dues pel·lícules per a Universal Studios. Chaplin va ser contractat per Columbia Pictures per compondre la música de més films: Les models (Cover Girl) i The Jolson Story. En aquesta darrera pel·lícula, Chaplin i Al Jolson adaptaren un famós vals, Ones del Danubi i el convertiren en una cançó de molt d'èxit: The Anniversary Song. A finals dels anys 40, Chaplin marxà a la Metro-Goldwyn-Mayer (MGM) per treballar en una sèrie llarga de pel·lícules com Un dia a Nova York (1949), Kiss Me Kate (1953), Alta societat (1956) i Merry Andrew (1958). Va col·laborar en altres èxits musicals, com foren l'adaptació de Bei Mir Bist Du Schoen i Please Be Kind, que li comportaren importants reconeixements, com el del Saló de la fama dels compositors (Songwriters Hall of Fame) el 1985. Va guanyar tres premis Oscar per la música de Set núvies per a set germans, Un americà a París i West Side Story, així com nominacions per a Kiss Me Kate i Alta societat.
A primers dels anys 60, tot continuant com a supervisor de música de pel·lícules, esdevingué productor associat i treballà en produccions importants com Can-Can (1960), West Side Story (1961), I Could Go On Singing (1963), Somriures i llàgrimes (1965), Star! (1968), Man of La Mancha (1972) i Això és l'espectacle (II) (1976).
El 1994 va publicar la seva autobiografia, The Golden Age of Movie Musicals and Me (L'edat daurada de les pel·lícula musicals i jo). Va treballar, i en fou amic, de la majoria dels compositors importants i intèrprets de la seva era, com Cole Porter, Ira Gershwin, Al Jolson, Leonard Bernstein, Judy Garland, Gen Kelly, Phil Silvers, Julie Andrews, Frank Sinatra i altres.

## Matrimonis i mort
Chaplin es va casar amb Ethel Schwartz i van tenir dos fills; la filla, Judith, es va casar amb Harold Prince. Es va divorciar d'Ethel el 1950. El 1968, es va casar amb Betty Levin, qui va treballar com a supervisora de guió a Somriures i llàgrimes.
Cap a finals del 1997, amb 85 anys, Chaplin va patir una caiguda dolenta i el 15 de novembre morí al Centre Mèdic Cedres-Sinai arran de les seves lesions.

## Filmografia
Aquesta és una selecció de la seva participació en el món del cinema.
Com a compositor:
- Argentine Nights (1940)
- Rookies on Parade (1941)
- Go West, Young Lady (1941)
- Time Out for Rhythm (1941)
- Sing for Your Supper (1941)
- Blondie Goes to College (1942)
- Blondie's Blessed Event (1942)
- Honolulu Lu (1942)
- Redhead from Manhattan (1943)
- Crazy House (1943)
- Cowboy Canteen (1944)
- Ever Since Venus (1944)
- Kansas City Kitty (1944)
- She's a Sweetheart (1944)
- Louisiana Hayride (1944)
- Meet Me on Broadway (1946)
- Two Blondes and a Redhead (1947)
- The Jolson Story (1947)
- The Countess of Monte Cristo (1948)
- Everything I Have Is Yours (1952)

Com a arranjador:
- On the Town (1949)
- Summer Stock (1950)
- An American in Paris (1951)
- Lovely to Look At (1952)
- Give a Girl a Break (1953)
- Kiss Me Kate (1953)
- Jupiter's Darling (1953)
- Seven Brides for Seven Brothers (1954)
- Interrupted Melody (1955)
- High Society (1956)

Com a Productor associat:
- Les Girls (1957)
- Merry Andrew (1958)
- Can-Can (1960)
- West Side Story (1961)
- I Could Go On Singing (1963)
- The Sound of Music (1965)
- Star! (1968)
- Man of La Mancha (1972)
- Això és l'espectacle (II) (1976)